# Film della Hammer
Questa è la lista dei film realizzati dalla Hammer Film Productions, compresi i corti.
Infine gli episodi delle serie televisive.

## Cinema

### Film
Anni '30 
| Anno | Titolo U.K.                        | Titolo U.S.A. | Titolo Italiano | Genere     |
| ---- | ---------------------------------- | ------------- | --------------- | ---------- |
| 1935 | The Public Life of Henry the Ninth |               |                 | Commedia   |
| 1935 | The Mystery of the Marie Celeste   | Phantom Ship  |                 | Giallo     |
| 1936 | Sporting Love                      |               |                 | Commedia   |
| 1936 | Song of Freedom                    |               |                 | Drammatico |
| 1936 | The Bank Messenger Mystery         |               |                 | Poliziesco |

 Anni '40 
| Anno | Titolo U.K.                                                             | Titolo U.S.A.      | Titolo Italiano | Genere     |
| ---- | ----------------------------------------------------------------------- | ------------------ | --------------- | ---------- |
| 1947 | Death in High Heels                                                     |                    |                 | Poliziesco |
| 1948 | River Patrol                                                            |                    |                 | Poliziesco |
| 1948 | Who Killed Van Loon?                                                    |                    |                 | Poliziesco |
| 1948 | Dick Barton: Special Agent                                              |                    |                 | Spionaggio |
| 1948 | The Dark Road                                                           | There Is No Escape |                 | Poliziesco |
| 1949 | The Adventures of P.C. 49: Investigating the Case of the Guardian Angel |                    |                 | Poliziesco |
| 1949 | The Jack of Diamonds                                                    |                    |                 | Drammatico |
| 1949 | Dick Barton Strikes Back                                                |                    |                 | Spionaggio |
| 1949 | Dr. Morelle: The Case of the Missing Heiress                            |                    |                 | Giallo     |
| 1949 | Celia: The Sinister Affair of Poor Aunt Nora                            |                    |                 | Giallo     |
| 1949 | Meet Simon Cherry                                                       |                    |                 | Giallo     |

 Anni '50 
| Anno | Titolo U.K.                   | Titolo U.S.A.                           | Titolo Italiano                           | Genere       |
| ---- | ----------------------------- | --------------------------------------- | ----------------------------------------- | ------------ |
| 1950 | Man in Black                  |                                         |                                           | Giallo       |
| 1950 | Someone at the Door           |                                         |                                           | Commedia     |
| 1950 | Room to Let                   |                                         |                                           | Giallo       |
| 1950 | What the Butler Saw           |                                         |                                           | Commedia     |
| 1950 | The Lady Craved Excitement    |                                         |                                           | Commedia     |
| 1950 | Dick Barton at Bay            |                                         |                                           | Spionaggio   |
| 1951 | The Rossiter Case             |                                         |                                           | Giallo       |
| 1951 | To Have and to Hold           |                                         |                                           | Drammatico   |
| 1951 | The Dark Light                |                                         |                                           | Drammatico   |
| 1951 | Cloudburst                    |                                         |                                           | Giallo       |
| 1951 | A Case for P.C. 49            |                                         |                                           | Poliziesco   |
| 1951 | Black Widow                   |                                         |                                           | Giallo       |
| 1952 | Death of an Angel             |                                         |                                           | Giallo       |
| 1952 | Whispering Smith Hits London  | Whispering Smith Vs. Scotland Yard      | La morte colpisce a tradimento            | Giallo       |
| 1952 | The Last Page                 | Man Bait                                | Esca per uomini                           | Drammatico   |
| 1952 | Stolen Face                   |                                         | Volto rubato                              | Drammatico   |
| 1952 | Never Look Back               |                                         |                                           | Drammatico   |
| 1952 | Wings of Danger               |                                         | Nick non sparare                          | Giallo       |
| 1952 | Lady in the Fog               | Scotland Yard Inspector                 |                                           | Giallo       |
| 1953 | The Gambler and the Lady      |                                         | Morte di un gangster                      | Giallo       |
| 1953 | Mantrap                       |                                         |                                           | Poliziesco   |
| 1953 | Four Sided Triangle           |                                         |                                           | Fantascienza |
| 1953 | The Flanagan Boy              | Bad Blonde                              | Pantera bionda                            | Drammatico   |
| 1953 | Blood Orange                  |                                         |                                           | Poliziesco   |
| 1953 | The Saint's Return            |                                         | La banda del Tamigi                       | Giallo       |
| 1953 | 36 Hours                      | Terror Street                           | Trentasei ore di mistero                  | Poliziesco   |
| 1953 | Spaceways                     |                                         | Viaggio nell'interspazio                  | Fantascienza |
| 1954 | Face the Music                | Black Glove                             |                                           | Poliziesco   |
| 1954 | Murder by Proxy               | Blackout                                | Delitto per procura                       | Giallo       |
| 1954 | Life with the Lyons           |                                         |                                           | Commedia     |
| 1954 | The House Across the Lake     | Heat Wave                               |                                           | Drammatico   |
| 1954 | Five Days                     | Paid to Kill                            | Pagato per uccidere                       | Drammatico   |
| 1954 | The Stranger Came Home        | The Unholy Four                         |                                           | Drammatico   |
| 1954 | The Men of Sherwood Forest    |                                         | La spada di Robin Hood                    | Avventura    |
| 1954 | Mask of Dust                  | Race for Life                           |                                           | Drammatico   |
| 1954 | Third Party Risk              | Deadly Game                             |                                           | Poliziesco   |
| 1955 | The Lyons in Paris            |                                         |                                           | Commedia     |
| 1955 | Break in the Circle           |                                         | Interpol agente Z 3                       | Drammatico   |
| 1955 | The Glass Cage                | The Glass Tomb                          |                                           | Giallo       |
| 1955 | The Quatermass Xperiment      | The Creeping Unknown                    | L'astronave atomica del dottor Quatermass | Fantascienza |
| 1956 | Women Without Men             |                                         |                                           | Drammatico   |
| 1956 | Blonde Bait                   |                                         |                                           | Drammatico   |
| 1956 | X the Unknown                 |                                         | X contro il centro atomico                | Fantascienza |
| 1957 | The Curse of Frankenstein     |                                         | La maschera di Frankenstein               | Horror       |
| 1957 | The Steel Bayonet             |                                         | Destinazione Tunisi                       | Guerra       |
| 1957 | Quatermass II                 | Enemy from Space                        | I vampiri dello spazio                    | Fantascienza |
| 1957 | The Abominable Snowman        | The Abominable Snowman of the Himalayas | Il mostruoso uomo delle nevi              | Fantascienza |
| 1958 | The Camp on Blood Island      |                                         | L'isola dei disperati                     | Guerra       |
| 1958 | Up the Creek                  |                                         |                                           | Commedia     |
| 1958 | Dracula                       | Horror of Dracula                       | Dracula il vampiro                        | Horror       |
| 1958 | The Revenge of Frankenstein   |                                         | La vendetta di Frankenstein               | Horror       |
| 1958 | The Snorkel                   |                                         | Delitto in tuta nera                      | Thriller     |
| 1958 | Further Up the Creek          |                                         |                                           | Commedia     |
| 1958 | I Only Arsked!                |                                         |                                           | Commedia     |
| 1959 | Murder at Site 3              |                                         |                                           | Drammatico   |
| 1959 | The Hound of the Baskervilles |                                         | La furia dei Baskerville                  | Thriller     |
| 1959 | Ten Seconds to Hell           | The Phoenix                             | Dieci secondi col diavolo                 | Guerra       |
| 1959 | The Ugly Duckling             |                                         |                                           | Commedia     |
| 1959 | Yesterday's Enemy             |                                         | Nemici di ieri                            | Guerra       |
| 1959 | The Mummy                     |                                         | La mummia                                 | Horror       |
| 1959 | Don't Panic Chaps!            |                                         |                                           | Commedia     |
| 1959 | The Man Who Could Cheat Death |                                         | L'uomo che ingannò la morte               | Horror       |
| 1959 | The Stranglers of Bombay      |                                         | Gli strangolatori di Bombay               | Thriller     |

 Anni '60 
| Anno | Titolo U.K.                       | Titolo U.S.A.                                   | Titolo Italiano                       | Genere       |
| ---- | --------------------------------- | ----------------------------------------------- | ------------------------------------- | ------------ |
| 1960 | Never Take Sweets from a Stranger |                                                 | Corruzione a Jamestown                | Drammatico   |
| 1960 | Hell is a City                    |                                                 | L'assassino è alla porta              | Poliziesco   |
| 1960 | The Brides of Dracula             |                                                 | Le spose di Dracula                   | Horror       |
| 1960 | The Full Treatment                | Stop Me Before I Kill                           | La morsa                              | Thriller     |
| 1960 | The Two Faces of Dr. Jekyll       | House of Fright / Jekyll's Inferno              | Il mostro di Londra                   | Horror       |
| 1960 | Sword of Sherwood Forest          |                                                 | Gli arcieri di Sherwood               | Avventura    |
| 1961 | Visa to Canton                    | Passport to China                               | Passaporto per Canton                 | Avventura    |
| 1961 | A Weekend with Lulu               |                                                 |                                       | Commedia     |
| 1961 | The Curse of the Werewolf         |                                                 | L'implacabile condanna                | Horror       |
| 1961 | The Shadow of the Cat             |                                                 | L'ombra del gatto                     | Giallo       |
| 1961 | Taste of Fear                     | Scream of Fear                                  | La casa del terrore                   | Thriller     |
| 1961 | Watch it, Sailor!                 |                                                 |                                       | Commedia     |
| 1961 | The Terror of the Tongs           |                                                 | Il terrore dei Tongs                  | Avventura    |
| 1961 | Cash on Demand                    |                                                 |                                       | Poliziesco   |
| 1962 | The Phantom of the Opera          |                                                 | Il fantasma dell'opera                | Horror       |
| 1962 | Captain Clegg                     | Night Creatures                                 | Gli spettri del capitano Clegg        | Avventura    |
| 1962 | The Pirates of Blood River        |                                                 | I pirati del fiume rosso              | Avventura    |
| 1963 | The Damned                        | These Are the Damned                            | Hallucination                         | Fantascienza |
| 1963 | Maniac                            | The Maniac                                      | Il maniaco                            | Thriller     |
| 1963 | The Scarlet Blade                 |                                                 | Lama scarlatta                        | Avventura    |
| 1963 | The Kiss of the Vampire           | Kiss of the Vampire / Kiss of Evil (TV-version) | Il mistero del castello               | Horror       |
| 1963 | The Old Dark House                |                                                 | Il castello maledetto                 | Commedia     |
| 1964 | Paranoiac                         | Paranoiac!                                      | Il rifugio dei dannati                | Thriller     |
| 1964 | Nightmare                         |                                                 | L'incubo di Janet Lind                | Thriller     |
| 1964 | The Evil of Frankenstein          |                                                 | La rivolta di Frankenstein            | Horror       |
| 1964 | The Devil-ship Pirates            |                                                 | La nave del diavolo                   | Avventura    |
| 1964 | The Gorgon                        |                                                 | Lo sguardo che uccide                 | Horror       |
| 1964 | The Curse of the Mummy's Tomb     |                                                 | Il mistero della mummia               | Horror       |
| 1964 | The Secret of Blood Island        |                                                 | I prigionieri dell'isola insanguinata | Guerra       |
| 1965 | Fanatic                           | Die! Die! My Darling!                           | Una notte per morire                  | Thriller     |
| 1965 | She                               |                                                 | La dea della città perduta            | Avventura    |
| 1965 | Hysteria                          |                                                 | Hysteria                              | Thriller     |
| 1965 | The Brigand of Kandahar           |                                                 | Il bandito di Kandahar                | Avventura    |
| 1965 | The Nanny                         |                                                 | Nanny, la governante                  | Thriller     |
| 1966 | Dracula: Prince of Darkness       |                                                 | Dracula, principe delle tenebre       | Horror       |
| 1966 | The Plague of the Zombies         |                                                 | La lunga notte dell'orrore            | Horror       |
| 1966 | Rasputin: The Mad Monk            |                                                 | Rasputin: il monaco folle             | Drammatico   |
| 1966 | The Reptile                       |                                                 | La morte arriva strisciando           | Horror       |
| 1966 | The Witches                       |                                                 | Creatura del diavolo                  | Horror       |
| 1966 | One Million Years B.C.            |                                                 | Un milione di anni fa                 | Preistoria   |
| 1967 | The Viking Queen                  |                                                 | La regina dei vichinghi               | Avventura    |
| 1967 | Frankenstein Created Woman        |                                                 | La maledizione dei Frankenstein       | Horror       |
| 1967 | The Mummy's Shroud                |                                                 | Il sudario della mummia               | Horror       |
| 1967 | Slave Girls                       | Prehistoric Women                               | Femmine delle caverne                 | Preistoria   |
| 1967 | A Challenge for Robin Hood        |                                                 | Mille frecce per il re                | Avventura    |
| 1967 | Quatermass and the Pit            | Five Million Years to Earth                     | L'astronave degli esseri perduti      | Fantascienza |
| 1968 | The Anniversary                   |                                                 | L'anniversario                        | Thriller     |
| 1968 | Vengeance of She                  |                                                 | La donna venuta dal passato           | Avventura    |
| 1968 | The Devil Rides Out               | The Devil's Bride                               |                                       | Horror       |
| 1968 | The Lost Continent                |                                                 | La nebbia degli orrori                | Avventura    |
| 1968 | Dracula Has Risen from the Grave  |                                                 | Le amanti di Dracula                  | Horror       |
| 1969 | Frankenstein Must Be Destroyed    |                                                 | Distruggete Frankenstein!             | Horror       |
| 1969 | Moon Zero Two                     |                                                 | Luna zero due                         | Fantascienza |

 Anni '70 
| Anno | Titolo U.K. | Titolo U.S.A. | Titolo Italiano | Genere     |
| ---- | --- | --- | --- | ---------- |
| 1970 | Taste the Blood of Dracula | | Una messa per Dracula | Horror     |
| 1970 | Crescendo | | Crescendo... con terrore | Thriller   |
| 1970 | The Vampire Lovers | | Vampiri amanti | Horror     |
| 1970 | When Dinosaurs Ruled the Earth | | Quando i dinosauri si mordevano la coda | Preistoria |
| 1970 | Scars of Dracula | | Il marchio di Dracula | Horror     |
| 1970 | The Horror of Frankenstein | Horror of Frankenstein | Gli orrori di Frankenstein | Horror     |
| 1971 | Lust for a Vampire | Love for a Vampire (titolo convenzionale) / To Love a Vampire (titolo usato per la TV) | Mircalla, l'amante immortale | Horror     |
| 1971 | Countess Dracula | | La morte va a braccetto con le vergini | Horror     |
| 1971 | Creatures the World Forgot | | La lotta del sesso 6 milioni di anni fa | Preistoria |
| 1971 | On the Buses | | | Commedia   |
| 1971 | Blood from the Mummy's Tomb | | Exorcismus - Cleo, la dea dell'amore | Horror     |
| 1971 | Twins of Evil | | Le figlie di Dracula | Horror     |
| 1971 | Hands of the Ripper | | Gli artigli dello squartatore | Horror     |
| 1971 | Dr Jekyll and Sister Hyde | | Barbara, il mostro di Londra | Horror     |
| 1972 | Nearest and Dearest | | | Commedia   |
| 1972 | Vampire Circus | | La regina dei vampiri | Horror     |
| 1972 | Mutiny on the Buses | | | Commedia   |
| 1972 | Straight on Till Morning | Dressed for Death (titolo VHS) / Til Dawn Do Us Part (titolo alternativo) | 4 farfalle per un assassino | Thriller   |
| 1972 | Fear in the Night | Dynasty of Fear (titolo VHS) / Honeymoon of... Fear (titolo alternativo) | Paura nella notte | Thriller   |
| 1972 | Dracula A.D. 1972 | | 1972: Dracula colpisce ancora! | Horror     |
| 1972 | Demons of the Mind (Blood Evil / Nightmare of Terror / Blood Will Have Blood) | | Rose rosse per il demonio | Thriller   |
| 1972 | That's Your Funeral | | | Commedia   |
| 1973 | Man at the Top | | | Drammatico |
| 1973 | Love Thy Neighbour | | | Commedia   |
| 1973 | Holiday on the Buses | | | Commedia   |
| 1974 | The Satanic Rites of Dracula (Dracula is Dead... and Well and Living in London / Dracula Is Alive and Well and Living in London / Rites of Dracula)                                                                               | Count Dracula and His Vampire Bride / The Satanic Rites of Dracula (titolo alternativo) | I satanici riti di Dracula | Horror     |
| 1974 | Captain Kronos: Vampire Hunter (Vampire Castle) | Kronos (titolo alternativo) | Capitan Kronos - Cacciatore di vampiri | Horror     |
| 1974 | Frankenstein and the Monster from Hell | | Frankenstein e il mostro dell'inferno / La creatura di Frankenstein (titolo alternativo) - Frankenstein e i mostri dell'inferno / La creatura di Frankenstein e i mostri dell'inferno (titoli VHS) | Horror     |
| 1974 | The Legend of the 7 Golden Vampires (7 Brothers Versus Dracula / 7 Brothers and a Sister Meet Dracula / 7 Golden Vampires / Seven Golden Vampires: The Last Warning / The Last Warning / The Legend of the Seven Golden Vampires) | The 7 Brothers Meet Dracula / The Legend of the 7 Golden Vampires / The Seven Brothers Meet Dracula / The Seven Brothers and Their One Sister Meet Dracula / Dracula and the Seven Golden Vampires (titolo alternativo) | La leggenda dei 7 vampiri d'oro | Horror     |
| 1974 | Man About the House | | | Commedia   |
| 1974 | Shatter | Call Him Mr. Shatter / They Call Him Mr Shatter (titolo alternativo) | Un killer di nome Shatter | Drammatico |
| 1976 | To the Devil a Daughter | To the Devil... a Daughter / Child of Satan (titolo alternativo) | Una figlia per il diavolo | Thriller   |
| 1979 | The Lady Vanishes | | Il mistero della signora scomparsa | Commedia   |

 Anni 2010 
| Anno | Film                                                      | Genere   |
| ---- | --------------------------------------------------------- | -------- |
| 2010 | Wake Wood                                                 | Horror   |
| 2010 | Blood Story (Let Me In)                                   | Horror   |
| 2011 | The Resident (The Resident)                               | Thriller |
| 2012 | The Woman in Black (The Woman in Black)                   | Horror   |
| 2014 | Le origini del male (The Quiet Ones)                      | Horror   |
| 2015 | L'angelo della morte (The Woman in Black: Angel of Death) | Horror   |

### Corti
Anni '30 
| Anno | Film                    | Note           |
| ---- | ----------------------- | -------------- |
| 1935 | Polly's Two Fathers     | Featurette     |
| 1936 | Musical Merrytones No.1 | Cortometraggio |

 Anni '40 
| Anno | Film                          | Note           |
| ---- | ----------------------------- | -------------- |
| 1945 | Old Father Thames             | Cortometraggio |
| 1946 | Candy's Calendar              | Featurette     |
| 1946 | Cornish Holiday               | Featurette     |
| 1946 | An Englishman's Home          | Cortometraggio |
| 1946 | It's a Dog's Life             | Cortometraggio |
| 1946 | Peke's Sold a Pop             | Cortometraggio |
| 1946 | Perchance to Sail             | Cortometraggio |
| 1946 | Skiffy Goes to Sea            | Cortometraggio |
| 1946 | Tiny Wings                    | Cortometraggio |
| 1946 | We Do Believe in Ghosts       | Featurette     |
| 1947 | Birthplace of Fame            | Cortometraggio |
| 1947 | Bred to Stay                  | Featurette     |
| 1947 | Crime Reporter                | Featurette     |
| 1947 | Life Is Nothing Without Music | Cortometraggio |
| 1947 | Material Evidence             | Featurette     |
| 1947 | Paddy's Milestone             | Cortometraggio |
| 1947 | What the Stars Foretell       | Cortometraggio |
| 1948 | Emerald Isle                  | Cortometraggio |
| 1948 | The End of the Bridge         | Cortometraggio |
| 1948 | Highland Story                | Cortometraggio |
| 1948 | Tale of a City                | Featurette     |

 Anni '50 
| Anno | Film                           | Note           |
| ---- | ------------------------------ | -------------- |
| 1950 | Monkey Manners                 | Cortometraggio |
| 1950 | Queer Fish                     | Cortometraggio |
| 1951 | The Village of Bray            | Cortometraggio |
| 1951 | Giselle                        | Cortometraggio |
| 1952 | Call of the Land               | Cortometraggio |
| 1952 | Mad for Laughs                 | Cortometraggio |
| 1952 | River Ships                    | Cortometraggio |
| 1953 | Between Two Frontiers          | Cortometraggio |
| 1953 | Cathedral City                 | Cortometraggio |
| 1953 | A Day in the Country           | Cortometraggio |
| 1953 | Sky Traders                    | Cortometraggio |
| 1953 | Valley of Peace                | Cortometraggio |
| 1953 | The World's Smallest Country   | Cortometraggio |
| 1954 | Dennis Compton                 | Cortometraggio |
| 1954 | Holiday on Skis                | Cortometraggio |
| 1954 | The Mirror and Markheim        | Cortometraggio |
| 1954 | Polo                           | Cortometraggio |
| 1955 | The Adventures of Dick Barton  | 15-part serial |
| 1955 | Archery                        | Cortometraggio |
| 1955 | A Body Like Mine               | Cortometraggio |
| 1955 | Cyril Stapleton & His Showband | Featurette     |
| 1955 | Dick Turpin - Highwayman       | Featurette     |
| 1955 | The Eric Winstone Band Show    | Cortometraggio |
| 1955 | Eric Winstone's Stagecoach     | Cortometraggio |
| 1955 | A Man on the Beach             | Featurette     |
| 1955 | The Noble Art                  | Cortometraggio |
| 1955 | Parade of the Bands            | Cortometraggio |
| 1955 | The Right Person               | Featurette     |
| 1955 | Setting the Pace               | Cortometraggio |
| 1956 | Barbara's Boyfriend            | Cortometraggio |
| 1956 | Belles on Her Toes             | Cortometraggio |
| 1956 | Chaos in the Rockery           | Cortometraggio |
| 1956 | Copenhagen                     | Cortometraggio |
| 1956 | A Day of Grace                 | Cortometraggio |
| 1956 | Dinner for Mr. Hemmingway      | Cortometraggio |
| 1956 | History Repeats Itself         | Cortometraggio |
| 1956 | An Idea for Ben                | Cortometraggio |
| 1956 | Just for You                   | Cortometraggio |
| 1956 | The Magic Carpet               | Cortometraggio |
| 1956 | Moving In                      | Cortometraggio |
| 1956 | Parade of the Bands            | Cortometraggio |
| 1956 | Pleasure Hunt                  | Cortometraggio |
| 1956 | The Round Up                   | Cortometraggio |
| 1957 | Danger List                    | Featurette     |
| 1957 | Dangerous Drugs                | Cortometraggio |
| 1957 | Day of Grace                   | Featurette     |
| 1957 | The Edmundo Ros Half-Hour      | Featurette     |
| 1957 | Italian Holiday                | Cortometraggio |
| 1957 | Keeping Fit with Yoga          | Cortometraggio |
| 1957 | Man with a Dog                 | Cortometraggio |
| 1957 | Seven Wonders of the World     | Cortometraggio |
| 1957 | Sunshine Holiday               | Cortometraggio |
| 1957 | Yoga and the Average Man       | Cortometraggio |
| 1957 | Yoga and You                   | Cortometraggio |
| 1958 | Blue Highwayman                | Cortometraggio |
| 1958 | Cathay Pacific                 | Cortometraggio |
| 1958 | Clean Sweep                    | Featurette     |
| 1958 | The Enchanted Island           | Cortometraggio |
| 1958 | The Riviera Express            | Cortometraggio |
| 1958 | The Seven Wonders of Ireland   | Cortometraggio |
| 1958 | Tales of Frankenstein          | Film TV        |
| 1959 | Danger List                    | Cortometraggio |
| 1959 | Operation Universe             | Cortometraggio |
| 1959 | Ticket to Happiness            | Cortometraggio |
| 1959 | Ticket to Paradise             | Cortometraggio |

 Anni '60 
| Anno | Film                                | Note           |
| ---- | ----------------------------------- | -------------- |
| 1960 | Sands of the Desert                 | Cortometraggio |
| 1961 | Highway Holiday                     | Cortometraggio |
| 1961 | Land of the Leprechauns             | Cortometraggio |
| 1961 | O'Hara's Holiday                    | Cortometraggio |
| 1961 | Modern Ireland                      | Cortometraggio |
| 1961 | National Sporting Club              | Cortometraggio |
| 1962 | Sportsman's Pledge                  | Cortometraggio |
| 1968 | Journey Into Darkness               | Film TV        |
| 1968 | Journey to Midnight                 | Film TV        |
| 1969 | Journey to the Unknown              | Film TV        |
| 1969 | Wolfshead: The Legend of Robin Hood | Film TV        |

 Anni '70 
| Anno | Film              | Note    |
| ---- | ----------------- | ------- |
| 1971 | Journey to Murder | Film TV |

 Anni 2000 
| Anno | Film            | Note      |
| ---- | --------------- | --------- |
| 2008 | Beyond the Rave | Web serie |

## Televisione
La Hammer lavorò anche a livello televisivo realizzando tre serie televisive horror (Journey to the Unknown, Racconti del brivido e L'ora del mistero) ed una documentaristica (The World of Hammer).

### Journey to the Unknown (1968-1969)
- The New People
- Somewhere in a Crowd
- Matakitas Is Coming
- Jane Brown's Body
- Do Me a Favor and Kill Me
- Poor Butterfly
- The Madison Equation
- Girl of My Dreams
- The Last Visitor
- Eve
- The Indian Spirit Guide
- The Killing Bottle
- Stranger in the Family
- The Beckoning Fair One
- One on an Island
- Paper Dolls
- Miss Belle

### Racconti del brivido (Hammer House of Horror) (1980)
- L'ora della strega (Witching Time)
- La tredicesima riunione (The Thirteenth Reunion)
- Brutto risveglio (Rude Awakening)
- I dolori della crescita (Growing Pains)
- La casa che sanguinò a morte (The House that Bled to Death)
- Charlie Boy (Charlie Boy)
- Grido silenzioso (The Silent Scream)
- I bambini della luna piena (Children of the Full Moon)
- L'aquila dei Carpazi (Carpathian Eagle)
- Il guardiano degli abissi (Guardian of the Abyss)
- Un visitatore dalla tomba (Visitor From The Grave)
- Le due facce del male (Two Faces Of Evil)
- Il marchio di Satana (The Mark Of Satan)

### L'ora del mistero (Hammer House of Mystery and Suspense) (1984)
- Il marchio del diavolo (Mark of the Devil)
- Il videotestamento (Last Video and Testament)
- Accadde a Praga (Czech Mate)
- Un grido lontano (A Distant Scream)
- La defunta Nancy Irving (The Late Nancy Irving)
- Salto nel tempo (In Possession)
- Che fine hanno fatto i favolosi Verne Brothers? (Black Carrion)
- Il dolce profumo della morte (The Sweet Scent of Death)
- L'uomo che dipinse la morte (Paint Me A Murder)
- L'eredità Corvini (The Corvini Inheritance)
- La parete maledetta (And the Wall Came Tumbling Down)
- Un gioco da bambini (Child's Play)
- Il campo da tennis (Tennis Court)

### The World of Hammer (1994)
- Hammer Stars: Peter Cushing
- Dracula & the Undead
- Lands Before Time
- Vamp
- Wicked Women
- Trials of War
- Sci-Fi
- Mummies, Werewolves & the Living Dead
- Chiller
- The Curse of Frankenstein
- Hammer Stars: Christopher Lee
- Hammer
- Costumers